# Oratoire de Pieusse
L'oratoire de Pieusse est un oratoire situé en France sur la commune de Pieusse, dans le département de l'Aude en région Occitanie.
Il fait l'objet d'un classement au titre des monuments historiques depuis le 31 mai 1965.

## Localisation
L'oratoire est situé sur la commune de Pieusse, dans le département français de l'Aude.

## Historique
L'édifice est classé au titre des monuments historiques en 1965.